# روسری قرمز (فیلم ۱۹۶۴)
روسری قرمز (به کره‌ای: 빨간 마후라؛ RR: Balgan Mahura)، همچنین شناخته شده به عنوان عملیات حمله هوایی-قرمز، یک فیلم جنگی هوانوردی محصول سال ۱۹۶۴ سینمای کره جنوبی به کارگردانی شین سانگ-اوک است که در طول جنگ کره اتفاق می‌افتد. روسری قرمز با بازی شین یونگ کیون، چوی یون هی، چوی مو ریونگ، برخی از شناخته شده‌ترین بازیگران کره جنوبی در زمان خود، یکی از نمادین‌ترین آثار کارگردان پرکار شین سانگ-اوک تبدیل شد. و در خارج از کره جنوبی با استقبال خوبی مواجه شد. این فیلم با همکاری نیروی هوایی جمهوری کره ساخته شد و الهام بخش فیلم اکشن عقاب سیاه (فیلم ۲۰۱۲) بود.